# Чаплигін Олександр Костянтинович
Чаплигін Олександр Костянтинович (нар. 10 січня 1946, с. Вільхуватка, Харківська область) — український філософ, науковець, викладач, доктор філософських наук, професор, член-кореспондент Транспортної академії України, завідувач кафедри філософії і політології Харківського національного автомобільно-дорожнього університету.

## Біографія
Народився в с. Вільхуватка Харківської області. У 1964 році закінчив місцеву школу із золотою медаллю. З 1965 по 1970 рік навчався на історичному факультеті Харківського університету. Після закінчення у 1978 році аспірантури при кафедрі філософії, захистив у 1979 році кандидатську дисертацію і у з цього ж року став працювати у Харківському автомобільно-дорожньому інституті. У 1986 році очолив кафедру філософії і політології. Докторську дисертацію захистив у лютому 2002 року, з 2003 — професор.
Напрямки наукових досліджень: проблеми розвитку творчих здібностей людини, духовність, проблеми культурології, соціології. Читає курси: «Філософія», «Соціологія», «Культурологія», «Релігієзнавство», «Етика і естетика».
Підготував 6 кандидатів наук і 1 доктора наук.
Член редколегії і постійний автор науково-практичного журналу «Філософія спілкування: філософія, психологія, соціальна комунікація», який видається при кафедрі ЮНЕСКО «Філософія людського спілкування», філософії і історії України Харківського національного технічного університету сільського господарства імені Петра Василенка. Один з організаторів і учасників щорічних Міжнародних Харківських Сковородинських читань (з 1992 року).
Нагороджений знаком «Відмінник освіти», Грамотою Міністерства освіти і науки України, знаком «За заслуги перед колективом університету» I—III ступенів. Вибраний членом-кореспондентом Транспортної академії України.

## Праці
Має близько 300 наукових і методичних публікацій, серед яких:
- Мовчан С. П., Чаплигін О. К. Основи філософії науки: навч. посіб. — Харків: Вид-во ХНАДУ, 2010.
- Мовчан С. П., Чаплигін О. К. Основи філософії техніки та технології: навч. посіб. — Харків: Видавництво ХНАДУ, 2012. — 340 с.
- Людина і соціум у глобалізованому світі: монографія / за ред. проф. О. К. Чаплигіна, ХНАДУ. ― 2012
- Чаплыгин А. К. Человек и творчество: работы разных лет / А. К. Чаплыгин. — Харьков: ХНАДУ, 2011. ― 604 с.
- Чаплыгин А. К. Дом. Семья. Род. (философско-биографические очерки) / А. К. Чаплыгин. — Харьков: Издательство «Лидер», 2020.